# Discographie de Tomorrow X Together
Pour un article plus général, voir Tomorrow X Together.
Cet article présente la discographie de Tomorrow X Together.
Tomorrow X Together est un boys band sud-coréen. Le groupe a débuté en Corée du Sud le 4 mars 2019 avec la sortie de leur premier extended play The Dream Chapter: Star sous Big Hit Entertainment.
Le groupe fait ses débuts au Japon le 15 janvier 2020 avec l'album single Magic Hour.
La discographie coréenne du groupe est composée de trois albums studio, une réédition et huit mini-albums (EP). La discographie japonaise du groupe, elle, compte deux albums studio, un mini-album et trois singles albums.

## Albums

### Albums coréens
| Année                                                                       | Titre | Classements | Classements | Classements | Classements | Classements | Classements | Ventes                                                                    |
| Année                                                                       | Titre | COR         | JAP         | ALL         | FRA         | CAN         | USA         | Ventes                                                                    |
| --------------------------------------------------------------------------- | --- | ----------- | ----------- | ----------- | ----------- | ----------- | ----------- | ------------------------------------------------------------------------- |
| 2019                                                                        | The Dream Chapter: Star - Date de sortie : 4 mars 2019 - Labels : Big Hit Entertainment, Republic Records      | 1           | 2           | —           | —           | 100         | 140         | - COR : plus de 426 000 - JAP : plus de 28 000 - USA : plus de 4 000      |
| 2019                                                                        | The Dream Chapter: Magic - Date de sortie : 21 octobre 2019 - Labels : Big Hit Entertainment, Republic Records | 1           | 11          | —           | —           | —           | —           | - COR : plus de 491 000 - JAP : plus de 25 000                            |
| 2020                                                                        | The Dream Chapter: Eternity - Date de sortie : 18 mai 2020 - Labels : Big Hit Entertainment, Republic Records  | 2           | 1           | —           | —           | —           | —           | - COR : plus de 535 000 - JAP : plus de 45 000                            |
| 2020                                                                        | Minisode 1: Blue Hour - Date de sortie : 26 octobre 2020 - Labels : Big Hit Entertainment, Republic Records    | 3           | 1           | —           | —           | —           | 25          | - COR : plus de 1 010 000 - JAP : plus de 60 000 - USA : plus de 18 000   |
| 2021                                                                        | The Chaos Chapter: Freeze - Date de sortie : 31 mai 2021 - Labels : Big Hit Music, Republic Records            | 1           | 1           | 11          | —           | 49          | 5           | - COR : plus de 1 090 000 - JAP : plus de 185 000, - USA : plus de 89 000 |
| 2021                                                                        | The Chaos Chapter: Fight or Escape - Date de sortie : 17 août 2021 - Réédition de The Chaos Chapter: Freeze    | 1           | 2           | —           | —           | —           | —           | - COR : plus de 1 320 000 - JAP : plus de 185 000,                        |
| 2022                                                                        | Minisode 2: Thursday's Child - Date de sortie : 9 mai 2022 - Labels : Big Hit Music, Republic Records          | 1           | 1           | 14          | 9           | 44          | 4           | - COR : plus de 1 950 000 - JAP : plus de 179 000 - USA : plus de 229 000 |
| 2023                                                                        | The Name Chapter: Temptation - Date de sortie : 27 janvier 2023 - Labels : Big Hit Music, Republic Records     | 1           | 1           | 12          | 3           | 15          | 1           | - COR : plus de 3 270 000 - JAP : plus de 217 000 - USA : plus de 399 000 |
| 2023                                                                        | The Name Chapter: Freefall - Date de sortie : 13 octobre 2023 - Labels : Big Hit Music, Republic Records       | 1           | 1           | 10          | 2           | 63          | 3           | - COR : plus de 2 590 000 - JAP : plus de 275 000 - USA : plus de 159 000 |
| 2024                                                                        | Minisode 3: Tomorrow - Date de sortie : 1er avril 2024 - Labels : Big Hit Music, Republic Records              | 1           | 1           | 6           | 4           | —           | 3           | - COR : plus de 1 940 000 - JAP : plus de 189 000 - USA : plus de 240 000 |
| 2024                                                                        | The Star Chapter: Sanctuary - Date de sortie : 4 novembre 2024 - Labels : Big Hit Music, Republic Records      | 1           | 1           | 25          | 26          | —           | 2           | - COR : plus de 1 956 000 - JAP : plus de 345 000 - USA : plus de 113 000 |
| 2025                                                                        | The Star Chapter: Together - Date de sortie : 21 juillet 2025 - Labels : Big Hit Music, Republic Records       | 1           | 1           | 9           | 17          | —           | 3           | - COR : plus de 1 984 000 - JAP : plus de 304 000 - USA : plus de 62 000  |
| "—" indique que l'album ne s'est pas classé ou n'est pas sorti dans ce pays | |             |             |             |             |             |             |                                                                           |

### Albums japonais
| Année                                                                       | Titre | Classements | Classements | Ventes                  |
| Année                                                                       | Titre | JAP         | USA         | Ventes                  |
| --------------------------------------------------------------------------- | --- | ----------- | ----------- | ----------------------- |
| 2021                                                                        | Still Dreaming - Date de sortie : 20 janvier 2021 - Labels : Big Hit Music, Republic Records, Universal Music Japan      | 1           | 173         | - JAP : plus de 110 000 |
| 2021                                                                        | Chaotic Wonderland - Date de sortie : 10 novembre 2021 - Labels : Big Hit Music, Republic Records, Universal Music Japan | 1           | 177         | - JAP : plus de 186 000 |
| 2023                                                                        | Sweet - Date de sortie : 5 juillet 2023 - Labels : Big Hit Music, Republic Records, Universal Music Japan                | 1           | 54          | - JAP : plus de 334 000 |
| "—" indique que l'album ne s'est pas classé ou n'est pas sorti dans ce pays | |             |             |                         |

## Singles

### Coréens
| Année                                                       | Titre                                                                | Meilleures positions | Meilleures positions | Meilleures positions | Meilleures positions | Meilleures positions | Meilleures positions | Album                              |
| Année                                                       | Titre                                                                | COR                  | JAP                  | CAN                  | USA Bub.             | USA World            | MON                  | Album                              |
| ----------------------------------------------------------- | -------------------------------------------------------------------- | -------------------- | -------------------- | -------------------- | -------------------- | -------------------- | -------------------- | ---------------------------------- |
| 2019                                                        | Crown (어느날 머리에서 뿔이 자랐다)                                  | 86                   | 23                   | —                    | —                    | 1                    | NC                   | The Dream Chapter: Star            |
| 2019                                                        | 9 and Three Quarters (Run Away) (9와 4분의 3 승강장에서 너를 기다려) | 108                  | —                    | —                    | —                    | 2                    | NC                   | The Dream Chapter: Magic           |
| 2020                                                        | Can't You See Me? (세계가 불타버린 밤, 우린...)                      | 66                   | 43                   | —                    | —                    | 2                    | NC                   | The Dream Chapter: Eternity        |
| 2020                                                        | Blue Hour (5시 53분의 하늘에서 발견한 너와 나)                       | 98                   | 57                   | —                    | —                    | 5                    | —                    | Minisode 1: Blue Hour              |
| 2021                                                        | 0x1=Lovesong (I Know I Love You) (feat. Seori)                       | 42                   | 37                   | —                    | —                    | 2                    | 167                  | The Chaos Chapter: Freeze          |
| 2021                                                        | Loser=Lover                                                          | 76                   | 56                   | —                    | —                    | 6                    | 184                  | The Chaos Chapter: Fight or Escape |
| 2022                                                        | Good Boy Gone Bad                                                    | 58                   | 21                   | —                    | —                    | 7                    | 186                  | Minisode 2: Thursday's Child       |
| 2023                                                        | Sugar Rush Ride                                                      | 11                   | 27                   | 73                   | 4                    | 1                    | 44                   | The Name Chapter: Temptation       |
| 2023                                                        | Chasing That Feeling                                                 | 52                   | 54                   | —                    | —                    | 1                    | 72                   | The Name Chapter: Freefall         |
| 2024                                                        | Deja Vu                                                              | 19                   | 28                   | —                    | —                    | 3                    | 39                   | Minisode 3: Tomorrow               |
| 2024                                                        | Over The Moon                                                        | 22                   | 30                   | —                    | —                    | 3                    | 195                  | The Star Chapter: Sanctuary        |
| 2025                                                        | Love Language                                                        | 59                   | 27                   | —                    | —                    | 1                    | 163                  | The Star Chapter: Together         |
| 2025                                                        | Beautiful Strangers                                                  | 33                   | 14                   | —                    | —                    | —                    | —                    | The Star Chapter: Together         |
| "—" indique que le single ne s'est pas classé dans ce pays. |                                                                      |                      |                      |                      |                      |                      |                      |                                    |

### Anglais
| Année                                                       | Titre                                    | Meilleures positions | Meilleures positions | Meilleures positions | Album                      |
| Année                                                       | Titre                                    | COR                  | USA Bub.             | MON                  | Album                      |
| ----------------------------------------------------------- | ---------------------------------------- | -------------------- | -------------------- | -------------------- | -------------------------- |
| 2022                                                        | PS5 (avec Salem Ilese feat. Alan Walker) | 170                  | —                    | —                    | Unsponsored Content        |
| 2022                                                        | Valley of Lies (avec Iann Dior (en))     | —                    | —                    | —                    | Hors album                 |
| 2023                                                        | Do It Like That (avec Jonas Brothers)    | 136                  | —                    | 88                   | The Name Chapter: Freefall |
| 2023                                                        | Back for More (avec Anitta)              | —                    | 11                   | 37                   | The Name Chapter: Freefall |
| "—" indique que le single ne s'est pas classé dans ce pays. |                                          |                      |                      |                      |                            |

### Japonais
| Année                                                                            | Titre                                                      | Meilleures positions | Meilleures positions | Album              |
| Année                                                                            | Titre                                                      | JAP Phy.             | JAP                  | Album              |
| -------------------------------------------------------------------------------- | ---------------------------------------------------------- | -------------------- | -------------------- | ------------------ |
| 2020                                                                             | Magic Hour/9 and Three Quarters (Run Away) (Japanese Ver.) | 2                    | 4                    | Still Dreaming     |
| 2020                                                                             | Drama (Japanese Ver.)                                      | 3                    | 4                    | Still Dreaming     |
| 2021                                                                             | Blue Hour (Japanese Ver.)                                  | —                    | —                    | Still Dreaming     |
| 2021                                                                             | 0X1=Lovesong (I Know I Love You) (Japanese Ver.)           | —                    | —                    | Chaotic Wonderland |
| 2022                                                                             | Good Boy Gone Bad (Japanese Ver.)                          | 2                    | 3                    | Sweet              |
| 2023                                                                             | Sugar Rush Ride (Japanese Ver.)                            | —                    | —                    | Sweet              |
| 2024                                                                             | We’ll Never Change (ひとつの誓い) / CHIKAI                 | 1                    | 2                    | Hors album         |
| "—" indique que le single ne s'est pas classé ou n'est pas sorti dans ce format. |                                                            |                      |                      |                    |

## Clips vidéo
| Année       | Titre                                         | Réalisateur(s)                            | Note(s)               | Réf.        |
| Sud-coréens | Sud-coréens                                   | Sud-coréens                               | Sud-coréens           | Sud-coréens |
| ----------- | --------------------------------------------- | ----------------------------------------- | --------------------- | ----------- |
| 2019        | Crown                                         | Oui Kim de GDW                            | Débuts                | [ 42 ]      |
| 2019        | Crown (version chorégraphie)                  | Oui Kim de GDW                            | Vidéo de performance  | [ 43 ]      |
| 2019        | Blue Orangeade (vidéo avec les paroles)       | Kim Jakyoung de Flexible Pictures         | Paroles en coréen     | [ 44 ]      |
| 2019        | Cat & Dog                                     | Oh Jiwon d'Undermood Film                 |                       | [ 45 ]      |
| 2019        | Nap of a star                                 | Seong Wonmo de Digipedi                   | Contenu TU certifié   | [ 46 ]      |
| 2019        | Our Summer (version selfie)                   | TXT                                       | Filmé par les membres | [ 47 ]      |
| 2019        | Run Away                                      | Oui Kim d'OUI et Yongseok Choi de Lumpens |                       | [ 48 ]      |
| 2019        | Magic Island                                  | Seong Wonmo de Digipedi                   | Contenu TU certifié   | [ 49 ]      |
| 2019        | Angel or Devil                                | Kim Jakyoung de Flexible Pictures         |                       | [ 50 ]      |
| 2020        | Can't You See Me?                             | Oui Kim d'OUI                             | [ 51 ]                |             |
| 2020        | Puma                                          | Guzza de Lumpens                          | [ 52 ]                |             |
| 2020        | Eternally                                     | Seong Wonmo de Digipedi                   | Contenu TU certifié   | [ 53 ]      |
| Japonais    |                                               |                                           |                       |             |
| 2019        | Run Away (version japonaise) (version courte) | Kim Jakyoung de Flexible Pictures         | Pré-débuts japonais   | [ 54 ]      |
| 2020        | Run Away (version japonaise)                  | Kim Jakyoung de Flexible Pictures         | Débuts japonais       | [ 55 ]      |
| 2020        | Drama (version japonaise)                     | Ko Yoojeong                               |                       | [ 56 ]      |
| Anglais     |                                               |                                           |                       |             |
| 2019        | Cat & Dog (version anglaise)                  | Oh Jiwon d'Undermood Film                 | Débuts anglais        | [ 57 ]      |

### Autres vidéos
| Année | Titre                                       | Réalisateur(s)           | Réf.   |
| ----- | ------------------------------------------- | ------------------------ | ------ |
| 2019  | The Dream Chapter: Magic Concept Trailer    | Yongseok Choi de Lumpens | [ 58 ] |
| 2020  | The Dream Chapter: Eternity Concept Trailer | Seong Wonmo de Digipedi  | [ 59 ] |

## DVD
| Année | Titre                     | Détails                                                                                                   |
| ----- | ------------------------- | --- |
| 2019  | 2020 Season's Greetings   | - Date de sortie : 5 décembre 2019 - Labels : Big Hit Entertainment - Formats : DVD                       |
| 2020  | The First Photobook H:OUR | - Date de sortie : 28 janvier 2020 - Labels : Big Hit Entertainment - Formats : DVD avec un livre photo   |
| 2020  | The 2nd Photobook H:OUR   | - Date de sortie : 22 septembre 2020 - Labels : Big Hit Entertainment - Formats : DVD avec un livre photo |
| 2020  | 2021 Season's Greetings   | - Date de sortie : 18 décembre 2020 - Labels : Big Hit Entertainment - Formats : DVD                      |